# Rättsstatens principer inom Europeiska unionen
Rättsstatens principer inom Europeiska unionen är enligt artikel 2 i fördraget om Europeiska unionen ett av unionens grundläggande värden. Respekten för rättsstatens principer ligger dessutom till grund för de andra grundläggande värdena inom unionen, däribland frihet, demokrati, jämlikhet och respekt för mänskliga rättigheter. Varje ny medlemsstat måste acceptera och respektera dessa värden innan den blir medlem i unionen.
Rättsstatens principer utgör en viktig förutsättning för det ömsesidiga erkännandet av domar mellan EU:s medlemsstater liksom för till exempel europeiska arresteringsordrar.
Under regeringen Orbán respektive regeringen Szydlo och regeringen Morawiecki har Ungern och Polen kritiserats för att ha gjort stora inskränkningar av rättsstatens principer under 2010-talet. Detta innefattar bland annat undergrävande av domstolsväsendets oberoende. Mot bakgrund av detta har EU-institutionerna inlett ett så kallat artikel 7-förfarande för att utreda om dessa länder har brutit mot unionens grundläggande värden.
I december 2020 enades Europaparlamentet och Europeiska unionens råd om en ny mekanism som ska kunna aktiveras när en medlemsstat bryter mot rättsstatens principer. Mekanismen kommer då göra det möjligt att frysa EU-medel till medlemsstaten i fråga.

## Artikel 7-förfarande
Om en medlemsstat bryter mot ett av unionens grundläggande värden, till exempel rättsstatens principer, kan ett artikel 7-förfarande inledas. Om förfarandet slutförs kan olika rättigheter som medlemsstaten i fråga har genom sitt EU-medlemskap fråntas, inbegripet rösträtten i Europeiska unionens råd. Medlemsstatens alla skyldigheter kvarstår under alla omständigheter. För att ett artikel 7-förfarande ska kunna slutföras krävs dock att alla andra medlemsstater stöder det. Eftersom Polens och Ungerns regeringar stöder varandras agerande i denna fråga kan de blockera varandras artikel 7-förfaranden så att de inte kan fullföljas.

## Rättsstatsmekanism
Sedan början av 2010-talet gör Europeiska kommissionen regelbundna utvärderingar av rättsstatens principer i de olika medlemsstaterna med syfte att identifiera brister. Dessa utvärderingar kan ligga till grund för olika rekommendationer som kommissionen utfärdar.

## Generella villkorlighetsordningen för skydd av unionsbudgeten
I december 2020 enades Europaparlamentet och Europeiska unionens råd om att villkora utbetalning av EU-medel med att en medlemsstat respekterar rättsstatens principer. Om en medlemsstat anses bryta mot dessa principer kan kommissionen aktivera en särskild mekanism som, om den får stöd av en kvalificerad majoritet inom Europeiska unionens råd, kan aktiveras och därmed frysa utbetalning av EU-medel till medlemsstaten i fråga.
Mekanismen vållade stora protester från Polens och Ungerns regeringar, som hotade att i gengäld blockera överenskommelsen om en ny långtidsbudget. Till slut nåddes dock en överenskommelse mellan alla medlemsstater.
Idén om att införa en rättsstatsmekanism grundade sig på de problem som, enligt flera medlemsstater, uppkommit i Polen och Ungern gällande rättsstatens principer. Båda dessa medlemsstater är sedan tidigare föremål för artikel 7-förfaranden gällande att det föreligger en klar risk för att de allvarligt åsidosätter unionens värden. Både den polska och den ungerska regeringen ifrågasatte införandet av rättsstatsmekanismen och överklagade rådets beslut om dess införande till EU-domstolen. Domstolen konstaterade dock genom en dom i februari 2022 att beslutet om införandet av rättsstatsmekanismen var lagligt.